# لويس دي أغوستيني
لويس دي أغوستيني و لاعب كرة قدم ليبي من أصل أوروغواياني، من مواليد 5 أبريل 1976، شغل مركز حارس مرمى بنادي بلازا كولونيا الأوروغواياني.
شارك مع المنتخب الليبي في كأس الأمم الإفريقية 2006 بمصر.

## روابط خارجية
- لويس دي أغوستيني على موقع الاتحاد الدولي (مؤرشف)  (الإنجليزية)
- لويس دي أغوستيني على موقع قاعدة بيانات كرة القدم.إي يو (الإنجليزية)
- لويس دي أغوستيني على موقع ناشيونال فوتبول تيمز (الإنجليزية)